# Francesco Di Roberto
Francesco Di Roberto, detto Cisco o Cizco (Genova, 22 settembre 1974), è un personaggio televisivo e musicista italiano.

## Biografia
Nato a Genova, è cresciuto a San Paolo in Brasile fino all'adolescenza; tornato in Italia, consegue la laurea specialistica in Architettura all'Università di Genova e superato l'esame di Stato da Architetto nel 2012.
Dopo aver studiato recitazione dal 1998 al 2000, fa il veejay a Videomusic per i programmi 4U e 4U Estate con Mariolina Simone e Valentina Ballarini. Dal 2001 diventa popolare come "iena" nel programma Le Iene su Italia Uno e nel 2000 è il cofondatore del gruppo genovese dei Meganoidi di cui è il primo batterista, partecipando al noto album Into the Darkness, Into the Moda.
Nel 2003 esce dai Meganoidi per divergenze musicali e fonda Lacizco, una band Indie rock con Francesco Manzitti, Edoardo Cutolo e il cugino di Cisco, Michele Di Roberto, a cui successivamente si aggiunge il chitarrista Tommaso Dogliotti.
Vive dal 2009 a Buenos Aires, dove è autore e inviato di MTV Set, il programma sociale di Mtv Latino America, trasmesso in tutti i canali di lingua spagnola. In giro per Messico, Guatemala, Perù e Argentina in sella a una bici per conoscere i problemi dei giovani nel continente sudamericano.
Nel 2013 è tornato in Brasile, a Rio de Janeiro, da dove svolge l'attività di musicista, architetto e inviato "pendolare" per Le Iene.
Dal 2014 ad oggi riprende ad essere uno degli inviati di punta del programma Le Iene.
Cizco è impegnato in TV anche nel programma All Together Now in onda su Canale 5 a partire da giovedì 16 maggio 2019, condotto da Michelle Hunziker e J-Ax per la regia di Roberto Cenci. Il rocker è nel muro dei cento giudici impegnati ad eleggere il vincitore.
Dal 2019 è uno dei giurati di qualità scelto dal Maestro Vince Tempera e da Devis Paganelli per Sanremo Newtalent (concorso canoro nazionale).

## Televisione
- Sanremo Newtalent (Bom Channel 68, dal 2019) - Giurato
- All Together Now (Canale 5, dal 2019) - Giurato
- Le Iene (Italia 1, 2000-2008, dal 2014) - Inviato
- Vertigine e 4U (TMC2, 1997-2000) - co-conduttore